# 氯化铟
氯化铟是一种无机化合物，化学式为InCl3。这种无色的盐在有机合成中用作路易斯酸，它也是常见的可溶性铟化合物之一。

## 制备与结构
作为相对正电性的金属，铟可以和氯反应，生成氯化铟。氯化铟易溶且易潮解。在甲醇-苯混合溶液中用电化学电池法制备也有了报道。
正如AlCl3和TlCl3一样，InCl3以层状结构结晶，它由含有八面体配位的In(III)中心层的密堆积氯组成，其结构单元类似于YCl3。而与之相反，GaCl3以Ga2Cl6二聚体的形式结晶。熔融的InCl3导电，而AlCl3不导电，因为它以二聚体Al2Cl6的形式存在。

## 反应
InCl3是一种路易斯酸，可以和供体配体L形成配合物——InCl3L、InCl3L2和InCl3L3。如四面体的InCl4−、三角双锥的InCl52−和八面体的InCl63−。
在乙醚溶液中，InCl3和LiH反应，生成LiInH4，这种化合物不稳定，在0℃以上分解，它是在有机合成中的原位反应还原剂，可以制备InH3的叔胺或膦的配合物。
三甲基铟（InMe3）也能由InCl3在乙醚溶液中和格氏试剂CH3MgI或甲基锂反应得到；三乙基铟可以用相似的方法和EtMgBr反应得到。
{\displaystyle {\ce {InCl3 + 3LiMe -> Me3In.OEt2 + 3LiCl}}}
{\displaystyle {\ce {InCl3 + 3MeMgI -> Me3In.OEt2 + 3MgClI}}}
{\displaystyle {\ce {InCl3 + 3EtMgBr -> Et3In.OEt2 + 3MgBr2}}}
（乙醚在25 °C的真空中除去）
InCl3在高温下可以和In反应，产生低价的铟的氯化物，如In5Cl9、In2Cl3和InCl。

## 催化剂
氯化铟在有机反应（如Friedel-Crafts酰基化反应和Diels-Alder反应）中用作路易斯酸催化剂。DA反应的一个例子如下，反应在室温进行，在乙腈-水混合溶剂中负载1mol%的催化剂。第一步是巴比妥酸和醛之间的Knoevenagel缩合反应，第二步是IEDDA反应。
这是N,N'-二甲基巴比妥酸、苯甲醛和乙烯基乙醚的多组分反应。使用催化剂，报道的化学产率为90%，反式异构体的百分比为70％。不加催化剂，产率下降到65%，只有50％反式产物。